# Febe (postać biblijna)
Feba, Febe z Koryntu, łac. Phoebe, gr. Φοίβη, Phoíbē (I wiek) – postać z Nowego Testamentu, diakonisa zboru w Kenchrach, święta katolicka.

## Biografia
Wymieniona przez apostoła Pawła w Liście do Rzymian (16,1 BT), napisanym między 57 a 58 rokiem w Koryncie. Mieszkanka  Kenchr (gr. Κεχριές,, Kechries), jednego z dwóch korynckich miast portowych. Feba posługiwała w tamtejszym Kościele lub spełniała posługę, później wykonywaną przez diakonisy. Jej zasługi dla apostoła Pawła i miejscowych chrześcijan sprawiły, iż jest przez apostoła polecana adresatom. Przypuszczalnie miała udać się do Rzymu i była doręczycielką tego listu. Według tradycji była wdową.
Jej wspomnienie w Kościele katolickim, za Martyrologium rzymskim, obchodzone jest 3 września.